# ویتانتسه
ویتانتسه (صربی: Vitance}} یک منطقهٔ مسکونی در صربستان است که در Despotovac واقع شده‌است.